# Alma (prénom)
Pour les articles homonymes, voir Alma.
Cette page présente le prénom Alma ainsi que ses variantes.

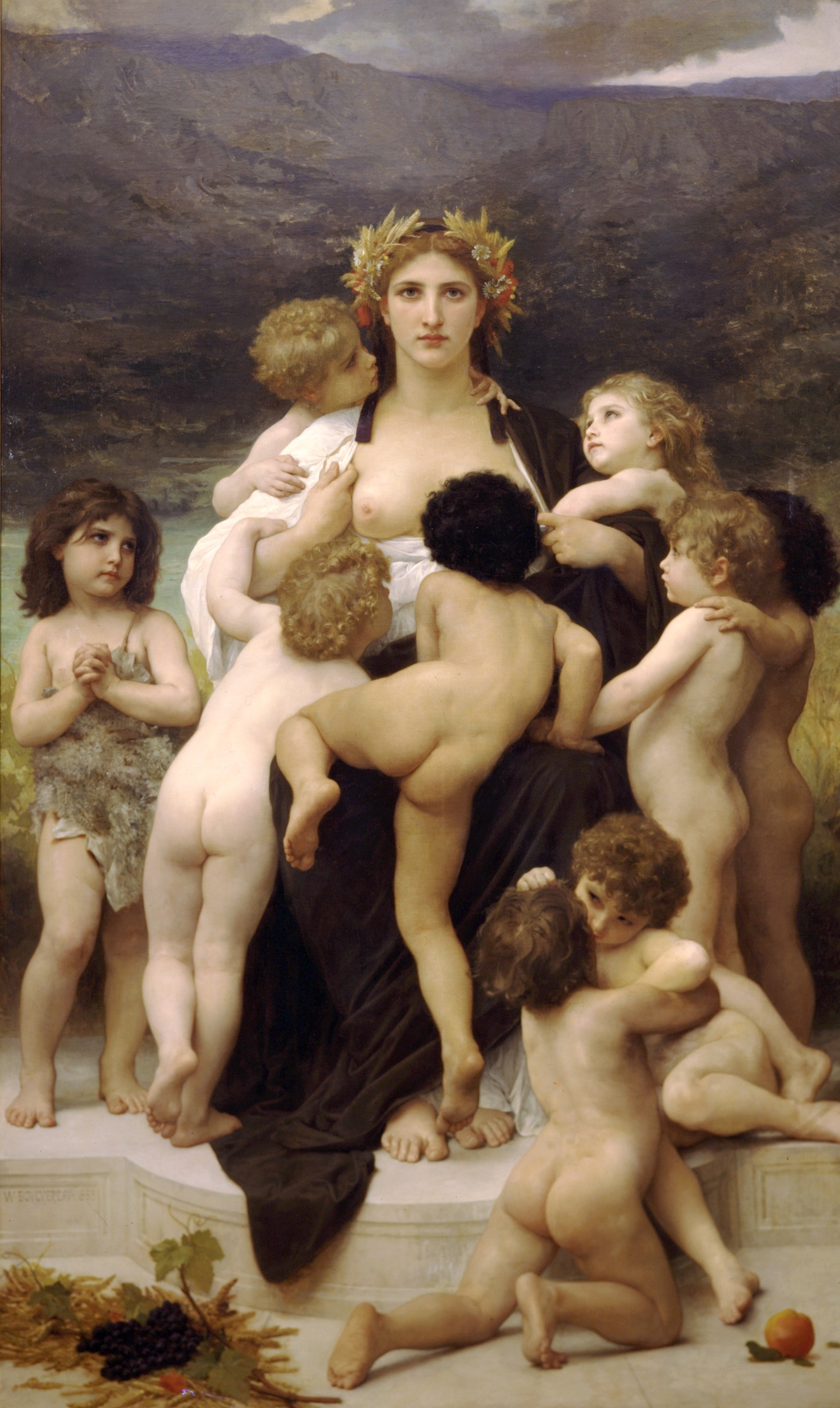
Alma Parens, William Bouguereau (1883).

Alma (variantes : Almah, Allma) est un prénom mixte bien qu'aujourd'hui majoritairement féminin dont les origines sont multiples. Qualificatif de divinités de la mythologie romaine où il renvoie à la notion de déesse mère (Alma Mater, « la mère nourricière ») et employé dans la religion chrétienne pour invoquer Marie la mère de Jésus, le prénom est aussi présent avec diverses graphies dans les cultures hébraïque et arabes où il signifie respectivement « la jeune fille » et « la savante ». À la fin du XIXe siècle, le prénom a connu un regain de popularité à la suite de la bataille de l'Alma qui se déroule sur les bords du fleuve éponyme aujourd'hui en territoire ukrainien, alma signifiant pomme en tatar de Crimée et en kazakh (voir l'origine de la ville d'Almaty) Alma fut aussi le prénom d'une sainte martyre du Pays de Galles au VIe siècle.

## Étymologie
Bien que débattue, l'origine exacte du prénom Alma correspond vraisemblablement à la forme féminine de l'adjectif latin almus dérivé du verbe alo, alere (« nourrir, élever, alimenter ») et signifierait donc « nourricière, bienfaisante, encourageante ». Il a été largement popularisé à travers l'expression alma mater qui peut se traduire par mère nourricière. On retrouve ce même terme dans l'expression alma parens dont le sens est proche et qui fait florès au XIXe siècle pour désigner la « Mère Patrie », en particulier en France, comme dans le tableau de William Bouguereau illustrant cette page ou dans le poème de Victor de Laprade.
Dans la chrétienté, Alma désigne très tôt la Vierge Marie ainsi que l'évoque déjà l'hymne marial Alma Redemptoris Mater (« la Sainte Mère du Rédempteur ») daté du XIe siècle. À ne pas confondre avec le terme hébraïque almah (voir infra).
Dans la langue arabe, الماء (el-ma) et على الماء (al-ma) signifient respectivement « l'eau » et « sur l'eau ». En grec, αλμη désigne « l'eau salée ». En tatar de Crimée et dans d'autres langues turciques et altaïques (e.g., en bachkir, Алма), Alma désigne une pomme (d'où le nom du fleuve sur les bords duquel poussent de nombreux vergers). Cette même traduction se retrouve aussi en hongrois, en russe, en kazakh et en ukrainien (Альма).

## Significations et traductions
De par son origine latine, le prénom Alma existe dans de nombreuses langues occidentales où la référence à la notion de déesse mère est plus ou moins présente. On le retrouve aussi avec des origines indépendantes dans de nombreuses autres langues européennes ou non. Cette étymologie riche confère à ce prénom des significations parfois très différentes d'une langue à l'autre : 
- arabe : « l'eau » ;
- gotique : « la travailleuse » ;
- espagnol, portugais : « âme » ;
- hébreu : « jeune fille » ;
- italien :  « âme noble » ;
- latin : « nourricière, bienfaisante, aimante, encourageante ».

Dans la Bible hébraïque, Almah (עלמה) désigne la jeune fille pubère. La traduction sous le terme « vierge » par les chrétiens dans le Nouveau Testament fait l'objet de débats théologiques puisque, dans la prophétie faite au roi de Judée (Isaiah 7:14), le signe divin se matérialisera par une Almah donnant naissance à un fils.

## Usages célèbres

### Sainte chrétienne
Alma (VIe siècle), ou Almedha ou Almeda ou Eled ou Elevetha, martyre, assassinée par son prétendant éconduit, près de Brecon dans le pays de Galles ; fêtée le 1er août,.

### Célébrités prénommées Alma
- Pour l'ensemble des articles sur les personnes portant ce prénom, consulter :
  - la liste des articles dont le titre commence par ce prénom
  - les listes produites par Wikidata : Liste des personnes de prénom « Alma » — même liste en incluant les éventuels prénoms composés qui contiennent « Alma ».

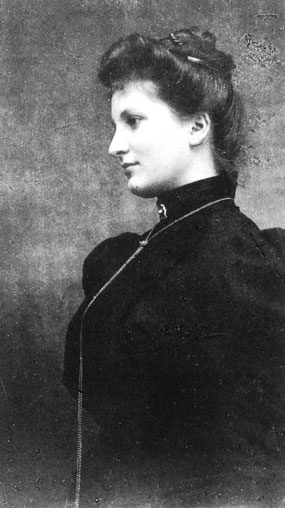
Alma Mahler.

- Alma Adamkienė, ancienne première Dame de Lituanie en tant qu'épouse du Président Valdas Adamkus
- Alma Bennett (1904-1958), actrice américaine du cinéma muet
- Alma Cogan (1932-1966), chanteuse britannique
- Alma Gluck (1884-1938), chanteuse d'opéra soprano américaine née roumaine
- Alma Mahler (1879–1964), peintre et musicienne, épouse du compositeur Gustav Mahler, de l'architecte Walter Gropius et du romancier Franz Werfel
- Alma Reville (1899–1982), scénariste et assistante réalisateur britannique, épouse d'Alfred Hitchcock
- Alma Richards (1890-1963), athlète américain
- Alma Rosé (1906-1944), musicienne autrichienne
- Alma Routsong (1924-1996), écrivaine américaine
- Alma Rubens (1897-1931), actrice américaine du cinéma muet
- Alma Rye (1894-1969), écrivaine allemande
- Alma, nom d'artiste d'Alexandra Maquet
- Alma Forrer, chanteuse française
- Alma Deutscher, (2005-), compositrice, violoniste et pianiste britannique
- Alma Beoulve, Sœur de Ramza Beoulve dans la saga Final Fantasy Tactics.

### Objets
- 390 Alma est un astéroïde de la ceinture d'astéroïdes principale du Système solaire.
- La classe Alma est un ensemble de sept navires de guerre de la Marine nationale française en service de 1869 à 1893.